# Gangaghat
Gangaghat è una suddivisione dell'India, classificata come municipal board, di 70.817 abitanti, situata nel distretto di Unnao, nello stato federato dell'Uttar Pradesh. 